# Фіррінгтон-Вілледж (Північна Кароліна)
Фіррінгтон-Вілледж (англ. Fearrington Village) — переписна місцевість (CDP) в США, в окрузі Четем штату Північна Кароліна. Населення — 2557 осіб (2020).

## Географія
Фіррінгтон-Вілледж розташований за координатами 35°47′55″ пн. ш. 79°4′41″ зх. д. / 35.79861° пн. ш. 79.07806° зх. д. (35.798636, -79.078015).  За даними Бюро перепису населення США в 2010 році переписна місцевість мала площу 4,64 км², з яких 4,62 км² — суходіл та 0,01 км² — водойми.

## Демографія
Згідно з переписом 2010 року, у переписній місцевості мешкало 2339 осіб у 1373 домогосподарствах у складі 788 родин. Густота населення становила 505 осіб/км².  Було 1476 помешкань (318/км²).
Расовий склад населення:
| - 97,8 % — білих - 0,9 % — чорних або афроамериканців - 0,6 % — азіатів |

До двох чи більше рас належало 0,5 %. Частка іспаномовних становила 1,1 % від усіх жителів.
За віковим діапазоном населення розподілялося таким чином: 3,1 % — особи молодші 18 років, 24,9 % — особи у віці 18—64 років, 72,0 % — особи у віці 65 років та старші. Медіана віку мешканця становила 72,3 року. На 100 осіб жіночої статі у переписній місцевості припадало 71,7 чоловіків;  на 100 жінок у віці від 18 років та старших — 71,9 чоловіків також старших 18 років.
Середній дохід на одне домашнє господарство  становив 85 151 долар США (медіана — 71 037), а середній дохід на одну сім'ю — 100 704 долари (медіана — 83 542). За межею бідності перебувало 2,7 % осіб, у тому числі 0,0 % дітей у віці до 18 років та 0,0 % осіб у віці 65 років та старших.
Цивільне працевлаштоване населення становило 585 осіб. Основні галузі зайнятості: освіта, охорона здоров'я та соціальна допомога — 32,6 %, науковці, спеціалісти, менеджери — 19,7 %, мистецтво, розваги та відпочинок — 14,9 %, виробництво — 13,5 %.